# René Descartes
René Descartes, latinizirano Renatus Cartesius (Descartes (Indre-et-Loire), 31. ožujka 1596. – Stockholm, 11. veljače 1650.), francuski polihistor. Bio je filozof, fizičar i matematičar, pri čemu je osobito znamenit kao utemeljitelj analitičke geometrije. Školovanje je započeo u osmoj godini u isusovačkome kolegiju La Flèche, koji je završio 1614. Nakon toga je došao u Pariz, a 1617. napustio je Francusku i otišao u Nizozemsku. Stupio je 1618. u vojsku i sudjelovao u Tridesetogodišnjem ratu u Nizozemskoj, Danskoj, Poljskoj i Njemačkoj. Godine 1621. napustio je vojnički život i posvetio se znanstvenom radu, putujući Europom kako bi što bolje upoznao knjigu života, kako je poslije sâm govorio. Najviše je boravio u Nizozemskoj, gdje se 1629. i nastanio, jer da je u Leidenu i Utrechtu našao više mira za znanstveni rad nego u Parizu. Godine 1649. prihvatio je poziv švedske kraljice Kristine da bude njezinim učiteljem i došao je u Stockholm, gdje je nakon četiri mjeseca boravka umro.
Descartes je svoje najpoznatije djelo Raspravu o metodi (fran. Discours de la méthode, 1637.) objavio na materinskom, francuskom jeziku, a ne na latinskome učene Europe, jer se ne obraća ljudima knjiške učenosti nego ljudima zdrava razuma. Izvjesnost u spoznavanju novovjekovni čovjek, prema Descartesu, postiže metodom univerzalne sumnje, kojom odbacuje sve što nije jasno i razgovijetno spoznano, a što je tako očevidno i odjelito spoznano, to je izvjesno i istinito. Descartes je pokazao da u praktičnom životu ne možemo nezainteresirano i unedogled izvoditi znanstvena istraživanja kao u teoriji jasne i razgovijetne spoznaje niti pak ovu kao u tehnici naknadno primjenjivati na etičko-političko djelovanje, nego da se moramo odlučiti za djelovanje u svakoj danoj situaciji, jer djelovanje ne trpi odlaganja. Najpoznatija i najznamenitija tvrdnja mu je "Mislim, dakle jesam".

## Životopis
René Descartes rođen je 31. ožujka 1596. u seocetu Le Haye (Le Ej) – danas mjesto nosi naziv Descartes – u pokrajini Touraine (Turena), gdje se uz ribom bogatu rijeku Loire (Loaru) nižu dvorci tada moćnih i samovoljnih prinčeva. Descartes je imao mirno i lijepo djetinjstvo, iako mu je majka umrla kada je imao skoro godinu dana. Uz baku i djeda najveće zasluge za to imao je njegov otac, nasljedni plemić Joachim Descartes, čovjek srednjeg imovnog stanja koji je imao napredna shvaćanja u pogledu odgoja djece.
U tim godinama on će svog mladog filozofa upoznati s osnovnim pojmovima iz raznih područja znanosti i života. Veoma brižno Descartesov je otac odabrao svome sinu školu, odlučivši se za jezuitski kolegij u La Flécheu, na čijem je čelu bio njihov dalji rođak, pametni i uviđavni P. Charle (Šarle), koji je oslobodio dječaka napornih jezuitskih vježbi podredivši sve prema naklonostima dječaka. U takvoj atmosferi mladi Descartes je brzo skrenuo pozornost na sebe, kako svojom mudrošću tako i dugim spavanjem. U krevetu je ostajao dugo nakon što bi se probudio, i tu će osobinu zadržati cijeloga života. Tvrdeći da u raskošnom miru sna mašta najživlje radi, a koncentracija postaje oštra kao brijač, zasjeca duboko ispod opne vanjštine i privida. Jačajući postupno svoje tijelo i razvijajući duh Descartes je postao skladno razvijena ličnost, vjerna tradiciji ali sposoban biti i te kako kritičan prema svemu što ga okružuje i što je naslijedio. Ta se kritičnost doduše nije protezala na religiju u kojoj je Descartes uvijek bio i ostao smjerni katolik. U jezuitskom kolegiju Descartes je izvanredno dobro naučio klasične jezike – grčki i latinski kao i sve drugo što je bilo predviđeno programom. Ali više od svega briljirao je u geometriji, koja mu se činila najznačajnijim područjem djelatnosti ljudskoga duha.
Završivši koledž kod jezuita Descartes je nastavio školovanje na Sveučilištu u Poitiersu (Poatije), gdje je primio diplomu civilnog i kanonskog prava 10. studenog 1616. U to vrijeme o njemu se inače veoma malo zna. Studentske godine je izgleda proživio kako i dolikuje imućnijim studentima punog džepa i glave – provodio se i lumpovao, volio lijepe žene, jahao i mačevao se. Na jednoj strani postigao je u znanosti sve što se moglo u školi onoga vremena, bio je uvijek među najboljima. S druge strane upoznao je svakodnevni život mladog svijeta poštujući maksimu: "Upoznaj pa sudi". Upoznao je i donio odluku bez osude društva koje je napustio. Život tog društva učinio mu se praznim i dosadnim. Da li je tu u njegovu duhu zaiskrila jezuitska zapovijed maksimalnog napora za tijelo i duh ili više bila u pitanju unutarnja potreba za čistim prostorima tijela i duha, promjenama koje će izvana odagnati samotnost, a iznutra osigurati integritet ličnosti nikada nećemo saznati. Osjećao je potrebu za širenjem vidika i drukčijih poznanstava. Vojska je u to vrijeme bila mjesto gdje su se skupljali pustolovi i učenjaci, matematičari i probisvjeti, ljudi željni bogatstva, znanja i krvi.
Stupivši u vojsku Descartes je u garnizonskom životu našao ono što je tražio, barem u prvo vrijeme. Upoznao je vojne vještine ali i sklopio poznanstvo s matematičarem I. Beckmanom, s kojim će raspraviti mnoga pitanja iz matematike, glazbe, poezije i ezoterizma. Bilo je to iskreno prijateljstvo bez obzira na kasniju zavist koju je Beckmann osjećao prema Descartesovoj slavi. Tih godina Descartes putuje između Danske, Nizozemske i njemačkih državica izoštravajući svoj duh i trpeći iskušenja među kojima je najčuvenije ono koje proisteklo iz hermetičkog reda Ruže i križa (Rosenkreuzer ili Rosicrucians). Možda se Descartes i divio mističarima ovoga reda, ali teško da im je ikada pripadao. On je bio pravovjeran i protureformacijski raspoložen premda istovremeno nije pridavao veći značaj vjeri u svom životu.
U noći uoči Svetog Martina, 10. – 11. studenog 1619. godine, Descartes je usnio tri čudnovata sna koji su izmijenili njegov dotadašnji život preobrativši ga od skeptika u čovjeka koji je tragao za istinom kao najvišim izrazom ljudskosti što se tek kao takva treba sjediniti s Bogom. U prvom snu bijaše nošen strašnim vjetrom trpeći bol u desnoj strani i poskakujući na lijevoj nozi. Vjetar ga je okretao kao čigru. Jedvice se uspio otrgnuti tom zlom vjetru odjurivši u kapelu koledža koji se našao u blizini. Drugi san predstavlja dopunu prvog. Poslije grdne buke Descartes se budi, a cijela njegova soba svjetluca kao da je obasjana krijesnicama; nakon tri treptaja očnih kapaka svjetlucanje prestaje. I treći san, najučniji i najsimboličniji pokazuje koliko je Descartes bio pod utjecajem pjesničke umjetnosti. U tom snu nailazi na zbirku stihova pod naslovom Corpus Poetarum i na stih Quod vitae sectabor iter (Koji ću put slijediti u svom životu?), a zatim na pjesmu koja je počinjala s Est et Non, pjesnika pitagorejca Ozona. Ova tri sna, svaki za sebe, uobličili su njegov filozofski i poetski put kroz težnju ka istini. Od tog vremena upornošću i disciplinom koja će kasnije kao filozofski i moralni stav biti po njemu nazvana kartezijanstvo Descartes je počeo studije iz različitih područja znanosti objedinjavajući ih čvrstom logikom jednog od posljednjih univerzalnih mislilaca.
Mijenjajući mjesto boravka i vojske Descartes dospijeva u vojsku koja opsjeda Prag. Slijede lutanja po raznim europskim gradovima. Međutim malo-pomalo Descartes shvaća kako mu od svih zemalja najviše odgovara Nizozemska. Tu će obitavati skoro dvadeset godina seleći se iz mjesta u mjesto, izbjegavajući poznanike i gnjavatore, osiguravajući sebi mir potreban za visoki umni rad i stvarajući od svog života mit. Treba mi mnogo sna i odmora, piše on svojim brojnim znancima. Ja ne radim mnogo, radim intenzivno, dodaje. Dnevno po deset sati provodi u krevetu. Tih godina ne zna se mnogo o njegovom ljubavnom životu, ali kako piše u jednoj njegovoj biografiji bio je čovjek, pa je imao i dijete koje se rodilo 1635. i kršteno je imenom Francine (Fransin). Djevojčica je bila plod ljubavi Descartesa i njegove sluškinje Helene. Ta će mu djevojčica donijeti mnogo radosti i, tim više, ponor boli kada je umrla 1640. nešto prije nego što će umrijeti Descartesov otac. Te dvije smrti potresle su duboko velikog mislioca i još čvršće ga vezale za njegov rad.
Objavivši svoje prvo djelo Rasprava o metodi (fran. Discours de la Méthode) u Leiden 1637., pisanu na francuskom jeziku s dodacima Dioptrija, Meteori i Geometrija. Descartes tada postaje slavan. Ali više nego ikad ranije on žudi za slobodom i samostalnošću. Društvo uopće ne podnosi, a s prijateljima kontaktira samo preko pisama. Više nego ranije potrebni su mu san, odmor i spokoj. U Parizu objavljuje Meditacije, primjer briljantne primjene svoje čvrste logike. U Descartesov život ući će 1643. jedna mlada žena, princeza Elizabeta, kćerka izbornog kneza i nekadašnjeg češkog vladara. Iako ju je primio skeptično, Descartes je morao priznati kako ta žena zna mnogo i posjeduje oštroumnost koju treba zaposliti kako bi pobjegla od pomodarstva. Sve do svoje smrti pisat će joj duga i ispovjedna pisma, prihvaćajući njeno prijateljstvo kao dopunu svog samotničkog života.
Zašto je i pored sve svoje nezavisnosti, slave i ugleda koje je imao Descartes prihvatio otputovati u hladnu i negostoljubivu Švedsku teško je odgonetnuti. Švedska je bila moćna zemlja, njome je upravljala mlada kraljica Kristina, o kojoj su Europom kružile priče začinjene divljenjem i zavišću. U jednom pismu Descartes piše pred putovanje u Švedsku: "Ali ja priznajem da kao čovjek koji je rođen u vrtovima Touraine i koji je sada u zemlji gdje, ako nema toliko meda koliko je Bog obećao Izraelcima, vjerojatno ima više mlijeka, ne mogu se tako lako odlučiti napustiti je da bih živio u zemlji medvjeda, među stijenama i glečerima". Ipak ukrcao se na brod koji je kćerka Gustava Adolfa poslala po njega osobno. Za tri tjedna putovanja kapetan broda je o plovidbi i svemu što treba znati jedan kapetan broda zahvaljujući Descartesu naučio više nego što je on uspio naučiti tijekom cijelog svog dotadašnjeg pomorskog života. Tako je Descartes stigao do svoje mlade mučiteljice koja će poslije odlaska s prijestola lutati europskim metropolama vodeći raskalašeni život, bludničeći s muškarcima i ženama. Sa svoje 23 godine ona je u vrijeme Descartesova dolaska već 17 godina bila na prijestolju s navikama kakve živi čovjek jedva može razumjeti, a kamoli imati. Spavala je samo pet sati dnevno, živjela je u hladnim prostorijama kao Andersenova Snježna Kraljica gdje je održavala i sjednice vlade.
U pismima svojoj prijateljici Elizabeti, Descartes se žali na kukavni život koji nikako ne uspijeva srediti. On bi htio da ga kraljica otjera s dvora ali njoj to nije ni na kraj pameti. I tako je kraj neminovno došao jer zima 1649./1650. bila je strašna, a Kristina nije dopuštala da se potpali peć u njenoj knjižnici. Descartes je cvokotao ali nije se žalio. Posljedica je bila upala pluća i bolesnička postelja. Descartes je odbijao pomoć liječnika nazivajući ih praznoglavnim šarlatanima. Uzdao se u snagu svoje volje ali nije uspio – izdahnuo je daleko od rodne Touraine 11. veljače 1650. u Stockholmu. Descartesa smatraju ocem moderne filozofije.

## Filozofija
Ako postoji jedan filozof koji označava onu novovjekovnu prekretnicu koju je filozofija i znanost doživjela u 16. i 17. stoljeću to bi bio Rene Descartes.  Cogito ergo sum (lat. Mislim, dakle jesam) jest moto novovjekovne filozofije. Najpoznatije filozofsko djelo su njegove Meditacije o prvoj filozofiji u kojoj razglaba o Bogu i besmrtnosti duše, te koristeći metodu kartezijanske sumnje dolazi do neupitne spoznaje, onoga Ja. Osim filozofije bavio se fizikom i optikom; u fizici je poznat po koordinatnome sustavu, a što se tiče same optike tu i nije baš doživio veliku slavu. Descartes pripada onoj generaciji mislilaca poput Leibniza i Spinoze, koju osim mehanističko-geometrijskog pogleda na svijet spaja i racionalizam – pravac u filozofiji oprečan empirizmu koji smatra da se istinsko znanje spoznaje samo razumom, tj. mišljenjem, a ne iskustvom.
Što se tiče samo filozofije Descartes se bavio različitim temama, ali one koje su ga obilježile su božja egzistencija i različitost tijela i duha. Ima dva bitna dijela u kojima je obradio ove teme, a koje se međusobno nadopunjuju, to su: Meditacije o prvoj filozofiji i Rasprava o metodi. Descartes je svoju knjigu nazvao Meditacije o prvoj filozofiji nazvao po uzoru na Stagiranina i njegovo poimanje metafizike kao discipline koja proučava nadiskustvenu zbilju, a nazvao je prva filozofija. Iako vjernik katolik, Descartes smatra da su pitanje Boga i duše više filozofske naravi, a ne teološke; vjerojatno po uzoru na Tomu Akvinskoga kojega je puno čitao, jer je upravo Toma prvi napravio distinkciju između teologije koja proučava Objavu, tj. Sveto pismo, i filozofije, koja razumom nastoji objasniti stvarnost. Po uzoru na Bibliju, smatra da čovjek, osim naravne spoznaje Boga, ima spoznaju i u svom duhu „sve ono što se može znati o Bogu ne treba razlozima tražiti nigdje drugdje nego nam može otkriti naš vlastiti duh.‟  Već u početku meditacija nastoji istaknuti da se svi argumenti protiv Boga temelje na dva načela, a to je davanje Bogu ljudskih atributa, ili to da mi ljudi pokušavamo odrediti što bi Bog trebao činiti. Cilj Descartesovih meditacija jeste nastojanje da se pokaže da je spoznaja duha i Boga najsigurnija spoznaja od svih, te da do te spoznaje dolazimo umom, a ne osjetom.
Descartes nastoji dokazati da je spoznaja razumom ona istinska spoznaja, a ne ona osjetilima jer su ona varljiva, za primjer uzima razliku između jave i sna, kada spavamo mi smo sigurni da je to stvarnost sve dok se ne probudimo, tako da to načelo namjenjuje i za ovaj „stvarni“ svijet. Descartes indirektno postavlja jedno veoma zanimljivo pitanje. Što je stvarnost? Kako je može razaznati od jave koja se čini jednako tako stvarna. Odgovor pronalazi u razumu, odnosno diskurzivnom mišljenju.

## Kartezijanska sumnja
Da dokaže svoju tezu on nastoji provesti eksperiment tako da na mjesto Boga koji je izvor sve istine i točnosti, on stavlja obmanjivača koji će ga zavaravati u svemu, tako da će Descartes sumnjati u sve što postoji, nastojeći otkriti da li možemo spoznati išta sigurno i odjelito. "Odbacujući – naime – sve ono što bi se i najmanje moglo posumnjati, ništa manje tako kao da bih otkrio da je u cijelosti lažno; i nastavit ću tako sve dok ne spoznam što god sigurno ili ako pak ništa drugo, barem da spoznam, zasigurno kako ništa nije sigurno." Odbacujući svu spoznaju koja nije sigurna dovodi ga do potpune skepse u stvarnost gdje sumnja u nebo, tijela i vlastitog sebe,  gdje dolazi do novovjekovne prekretnice. Čovjek može sumnjati u sve što postoji, ali ne i u samoga sebe, jer je on taj koji sumnja, ako mi i ne znamo što postoji, apsurd je tvrditi i da mi ne postojimo, jer tko misli. "Ja jesam, ja egzistiram, koliko god puta izrekao ili duhom poimao, nužno jest istinit."
Descartes iz svoga mišljenja dolazi do svoje egzistencije. Ovdje se postavlja jedno pitanje, a i Descartes ga anticipira, ako je mišljenje nužno povezano s egzistecijom znači li to da prestankom mišljenja dolazi i do prestanka egzistencije? "A može biti: prestanem li sa svakim mišljenjem, prestajem odmah i sa svim bitkom." Nije odgovorio na ovo pitanje, ali nije ni trebao, jer je i sam rekao o kojoj temi piše, a da se drugim neće baviti, to je ostavio nama. Descartes je smatrao da i kad sanjamo mislimo, naravno, to je neki drugi oblik mišljenja.

## Dualizam
Descartes je mišljenjem res cogitans smatrao osnovnim bitkom čovjek uopće, odnosno čovjek može biti napravljen od protežnog tijela koje se može promatrati, okusiti, oblikovati, dok sam duh nema mnoge atribute koje tijelo ima, tako da to tijelo ne čini čovjeka čovjekom, u svojoj biti on može biti i bez njega, jer čovjek može izgubiti nogu ili ruku, pa postojati, dok, ako prestane misliti – prestane biti. Descartes razlikuje čovjekov: razum, duh, intelekt, um i dušu; te ih nije baš posebno razdvojio, ali nastoji definirati čovjeka kao biće koje ovisi o razumu više negoli o tijelu.
Čovjeka nastoji predstaviti kao biće koje niječe, sumnja, hoće, ističe razliku od sebe (subjekta) onoga „JA“ i tijela – svijeta – objekta. Descartes je ovdje naglasio razliku dviju stvarnosti, one unutarnje koja je razum i vanjske koja je svijet. Tu dolazimo do karakterističnog kartezijanskog dualizma, koji razlikuje dvije supstancije res cogitans i res extensa.
Ovdje je veoma bitno naglasiti razliku koju možemo interpretirati od onoga ja jesam, možda je samo riječ o pogrešci u ljudskom pismu i izražavanju kao što tvrdi Bertrand Russell ili je nešto drugo u pitanju. Kada se kaže ja mislim, onda postoji ono ja i radnja mislim, to možemo objasniti poput radnje koja je poput probave koja obavlja zadaću za koju je stvorena – mišljenje i probavljanje – u formi su iste stvari, jer obrađuju nekakve podatke. Dok ono ja nezavisno je od radnje mislim – ima ulogu u mišljenju kao crijeva u probavi, odnosno ono ja je oruđe pomoću kojeg je mišljenje uopće moguće.
Russellova interpretacija riječi ja ide u prilog tome da neki filozofski problemi uistinu ne postoje nigdje drugdje nego u jeziku, kojim se očigledno neke pojave ne mogu izraziti pravilno:
"Reč "ja" pogodna je gramatički, ali ne označava ono što je dato. Kad dalje kaže: „Ja sam stvar koja misli“, on je već nekritički upotrebio aparat kategorija koji mu je stavila na raspolaganje skolastika. On nigdje ne dokazuje da je mislima potreban mislilac, a ne postoji ni neki drugi razlog da se u to veruje, osim u izvesnom gramatičkom smislu."
Valja napomenuti i Kantov opis samosvijesti, jer ono Ja mislim jest u biti deduktivni zaključak o svjesnosti sebe – razlike subjekta (mene, ja, sebe) i objekta (svijet, cjelina, ono, tamo) naspram svijeta "subjekt koji misli istovremeno svoj svojstven objekat."
Alegorijom voska Descartes anticipira Kantove apriorne zorove, gdje nastoji objasniti da vosak ima određenu strukturu koju mu je on dao svojim uvidom duha (solius mentis inspectio), ono što je zapazio osjetilima nije stalno, jer kad približimo vosak ognju on se rastopi, promjeni boju čime gubi prvobitnu formu, tako da se Descartes pita što je zapravo vosak? Pokušava objasniti da se stvari koje spoznajemo osjetom promjenjive i nesigurne. „valja primijetiti, on [vosak] nije spoznati ni gledanjem, ni diranjem, ni zamišljanjem – niti ikad bijaše, iako se tako prije činilo – nego samo uvidom duha.‟  
Descartes je spoznaju odredio kao refleksivno promatranje našega duha vanjskog svijeta, osjetila nisu pouzdana niti služe za spoznaju nego više kao oruđe duha kojim on zahvaćao predmet i razumijevanjem ga spoznaje. Od svih spoznaja ona koja je najviše jasna i bjelodana je spoznaja samoga sebe.
Searlova interpretacija Descarta ide u prilog činjenici da je doživljavanje vanjskog svijeta putem osjetila predodžba koju doživljavamo po mjerilima već zapisanima u duhu, a ne stvari po sebi „I perceive not the hand in itself, but rather a certain visual representation of the hand, a kind of mental picture of the hand. (Ja ne doživljavam ruku po sebi, nego kao vizualnu reprezentaciju moje metalne slike o ruci – Kantovski rečeno Ding an mich)‟

## Ontološki argument za Božju egzistenciju
Prvi argument
U trećoj meditaciji Descartes razvija svoj argument za Božju opstojnost koji je preuzeo od Anselma Canterburyjskog engleskog nadbiskupa iz 11. stoljeća i unaprijedio. Mnogi filozofi ne prihvaćaju argumente za Božju opstojnost koji se zovu ontološki kako ih je Kant nazvao, kako od Anselma tako ni od Descartesa i Leibniza koji su ga usavršili. Descartes ima dva slična argumenta kojima želi dokazati Boga, prvi se nalazi u trećoj meditaciji, a drugi u petoj.
Da se bolje razumije argument u trećoj meditaciji moramo izložiti sve ono što Descartes smatra da je potrebno da ga se razumije, a što ja nisam vidio u drugim interpretima ontološkoga argumenta. Mnogi filozofi odbijaju ovakvu vrstu argumenta iz njegove jednostavnosti, što Descartes naglašava, argument jest jednostavan zato i je bjelodan i točan po Descartesu.
Po Descartesu misli možemo podijeliti u dva reda, prvi su ideje, to su sve one slike koje predočavamo kada mislimo o nekim predmetima poput neba, psa, sladoleda, svakom predmetu odgovara neka ideja. Druge vrste misli su one koje koristimo kada se bojimo, hoćemo, volimo, ljutimo se, od tih misli jedne se zovu voljama druge sudovima. Ovdje valja naglasiti da razlikujemo: ideju – volju – sudove.
Ideje same po sebi nisu loše kad ne djeluju jedna na drugu, volje isto tako jer htjeti nešto čega nema ne mora značiti da to nije istinito, dok sami sudovi mogu pogriješiti samo ako ih promatramo u odnosu na nešto odvojeno od mene. Descartes razlikuje tri vrste ideja, jedne su one koje su urođene, druge su došle od nečega vanjskog, a treće su one koje mi sami proizvodimo, iako ni sam nije potpuno siguran odakle sve ideje dolaze.
Stvari koje su urođene su one koje on smatra da su nezavisne od vanjskih poticaja, to su istina, mišljenje, ljubav, dobro, jer čovjek koji je slijep zna šta je dobro ima osjećaj za dobro, a to nije nešto pridošlo niti stvoren od čovjeka, nego osjećaj za vrlinu. One stvari koje mi proizvodimo su kentauri, demoni, anđeli, a one stvari koje dolaze izvana su toplina sunca, šuštanje lišća.
Od Descartova shvaćanja ideja i kako se one razlikuju dovodi ga do argumenta koji izvodi iz definicije Boga kao beskonačnoga i savršenog bića. Ako je čovjek konačno biće on ne može imati u sebi urođenu ideju beskonačnoga bića nikako sam od sebe, jer kako nešto konačno, određeno u vremenu i prostoru i spoznaji same stvarnosti može imati ideju beskonačno svemogućega bića od kojeg se ništa veće ne može zamisliti. Tako da isto čovjek tu ideju beskonačnoga bića ne može ni sam proizvesti. Ideje koje sami proizvodimo se opet na dovezuju iz urođenih apriornih zorova razuma i osjetilnih predmeta koje spoznajemo tim razumom, Descartes ponavlja kako ni sam nije siguran za spoznaju osjetilnih stvari niti može razlikovati da li je toplina neka supstancija ili je samo lišenosti hladnoće, a konačno biće kakvo je čovjek nije sposobno proizvesti ideju koja je u svome pojmu beskonačna i misliti je, a ta ideja (misao) postoji, onda očigledno dolazi izvan čovjeka samog, to jest vanjskim utjecajem.
"Jer iako je u meni ideja supstancije zbog samog toga što sam supstancija, ipak – budući sam sam konačan – ne bi bilo ideje beskonačne supstancije, da ona ne potječe od neke druge supstancije koja je istinski beskonačna."
Za sve one koji sumnjaju u mišljenje savršenog i beskonačnog Descartes ističe da sam pojam da čovjek nešto želi, hoće, ima čežnju za nečim, sumnja ili misli dolazi do konkluzije od beskonačnoj savršenosti, ili potrazi čovjeka za onim što mi zovemo Bogom.	Bog je apriorna spoznaja u čovjeku samom koji ga održava, jer čovjek ne može biti – sam po sebi, već po nečemu većem od njega, nedostatci ljudski upućuju na moguće savršenstvo, a Boga čovjek nije izmislio jer mu ništa ne može oduzeti niti pridodati.
Drugi argument
U petoj meditaciji dolazi drugi ontološki argument onaj kojeg su najviše interpretirali i kojeg je kasnije Leibniz nadogradio da bi ga Kant označio kao nevaljan jer egzistencija sama po sebi nije predikat koji se može dodati nekom biću i njegovom pojmu. U 20. stoljeću Alvin Plantinga filozof koji se bavi filozofijom religije je pomoću modalne logike iznio svoju verziju ontološkog argumenta.
Descartesov ontološki argument ide ovako:
Bog je najviše biće, najsavršenije i najbeskonačnije. Bog ima u svom pojmu sva savršenstva – jedno od tih savršenstva je i egzistencija – Bog je jedino biće koje u svojoj esenciji odnosno biti ima egzistenciju – odatle proizlazi da Bog postoji. 
Descartes je značajan mislilac ne samo za svoju eru nego i za današnju. Njega se smatra kao začetnikom novovjekovne misli, dualizma duše i tijela, te mehaničkim načinom gledanja na prirodnu filozofiju, koja se danas zove egzaktna znanost, a koju određuje kvantitativna metoda.

## Odnos istine i laži
U četvrtoj meditaciji Descartes pravi razliku između istine i lažni, odnosno pokušava opravdati ljudske greške u mišljenju, pa se on pita da li nas to bog obmanjuje, ali naravno to je ne moguće jer je bog dobar, a odgovor nalazi u razlici razuma i volje. Descartes nastoji pokazati da čovjek neće nikada pogriješiti ako uskladi razum i volju, jer razlog naše pogreške leži u tome što naša volja nadilazi razum i tako dolazimo do sudova stvari koje ne spoznajemo jasno i odjelito i griješimo "volja doseže dalje od razuma – ne zadržavam je u istim granicama, nego je protežem i na one stvari koje ne razumijem; a kako pri tome biva neodlučna, lako odstupa od istinitog i dobrog, te se ja tako varam i griješim."
Ove razlike volje i razuma jasno predočavaju mnoge ljudske probleme koje zahvaćaju sve pore života. Kada nešto jako želimo naša volja prednjači i zamagljuje razum koji je više diskurzivne naravi; pomoću razuma možemo sve one loše posljedice nečega shvatiti i spriječiti, dok volja funkcionira više kao slijepi nagon, koji uopće ne računa posljedice našeg djelovanja kako prema drugima tako i prema nama samima. Volja je ljudski čin, kada ima htjenje prema nečemu u svojoj biti je dobra, jer nam pomaže da idemo prema nečemu, ali samo ako je u skladu s razumom koji služi kao pametni "prijatelj" te nas sprječava neželjenih posljedica htjenja, tj. želje.

## Načela metode
U svom djelu Raprava o metodi iznosi kritiku dotadašnje filozofske i znanstvene misli, te ukazuje na potrebu revizije pojmova i metoda kojima su se gradile znanstvene teorije. Osnova spoznaje treba biti mogućnost čovjeka da svojim umom donosi red u proučavanje stvari te onda pravilno zaključuje. Njegova metoda pravilnog spoznavanja zasniva se na sljedećim pravilima:
1. Sve primati kritički i kao istinu uzeti samo ono što se uočuje jasno i razgovjetno (clare et distincte).
2. Svaki problem podijeliti u više dijelova, da bi se lakše došlo do rješenja.
3. Zaključivati polazeći od jednostavnijega prema složenom i tako, kao po stepenicama, doći do spoznaje.
4. Provjeriti, čineći opće preglede, da nešto nije ispušteno.

Kao uspio primjer primjene tih metoda navodi euklidsku geometriju koja je izvedena iz najjednostavnijih i očiglednih istina. Njegova spoznajna teorija, čiji je osnovni stav metodička sumnja, dosljedno izvedena iz njegovih filozofskih shvaćanja. Danas se koristi u svim istraživačkim projektima u svim područjima znanosti.

## Doprinos u matematici
Descartes je bio začetnik moderne matematike i analitičke geometrije. Njegov doprinos matematici vidi se u:
- upotrebi pravokutnog koordinatnog sustava (Kartezijev koordinatni sustav),
- uvođenju pojma promjenljive veličine (varijable),
- svođenju geometrijskih problema na algebarske i osnivanju analitičke geometrije,
- pravci i krivulje dobivaju algebarske izraze i tako se ispituju,
- predodžba o realnom broju mu je slična današnjoj,
- među prvima je uočio da vrijedi osnovni teorem algebre,
- broj pozitivnih korijena polinoma ne može biti veći od broja promjena predznaka njegovih koeficijenata;
- u djelima koristi terminologiju sličnu današnjoj,
- znao je za Eulerovu formulu,
- shvaća funkcijsku vezu,
- algebarska krivulja trećeg stupnja nosi ime Descartesov list.

### Pravokutni koordinatni sustav
Postavimo međusobno okomito dva brojevna pravca, x i y, tako da imaju zajedničko ishodište O. Na brojevnom pravcu x pozitivni brojevi su s desne strane od ishodišta, a na brojevnom pravcu y pozitivni su brojevi smješteni iznad ishodišta, što je na slici označeno strelicama. Pravce x i y zovemo koordinatnim osima. Pravac x je os apscisa, a pravac y os ordinata. Na ovaj je način određen sustav koji nazivamo pravokutni koordinatni sustav ili Kartezijev koordinatni sustav (prema Descartesu, lat. Renatus Cartesius, koji ga je prvi počeo upotrebljavati). Za određivanje položaja točke u tako određenoj koordinatnoj ravnini potrebno je znati njene dvije koordinate, apscisu i ordinatu.

### Osnivanje analitičke geometrije
U razmatranju Papovog neodređenog problema u djelu Geometrija, Descartes čini novi odlučni korak. On je utvrdio da taj problem ima beskonačno mnogo rješenja koja za beskonačno mnogo različitih vrijednosti x rješavanjem jednadžbe njima pridružuju beskonačno mnogo vrijednosti y. Tako dobiven skup različitih točaka čini krivulju (čunjosječnicu) u ravnini. Na taj način on je utvrdio vezu između međusobno zavisnih veličina x i y (početak shvaćanja funkcijske veze, koja je u općem smislu shvaćena tek u 18. stoljeću), te vezu algebarske jednadžbe i čunjosječnice. To su bili bitni elementi iz kojih se razvila posebna matematička disciplina – analitička geometrija.

### Terminologija
U svojim djelima se služio terminologijom koja se ne razlikuje puno od današnje. Tako koristi oznake:
- za varijable: x, y, z, ...
- za konstante: a, b, c, ...
- potencije: x3, x5, ...

### Osnovni stavak algebre
Osnovni stavak algebre, kojeg je prvi dokazao Gauss, glasi: Svaki polinom stupnja n ≥ 1 (s realnim ili kompleksnim koeficijentima) ima nultočku u skupu kompleksnih brojeva. To također znači da jednadžba stupnja n "općenito" ima n rješenja, bilo iz skupa realnih ili kompleksnih brojeva, a ponekad je neko rješenje i višestruko. Osnovni stavak algebre ima izravnu vezu s rastavom polinoma na proste faktore jer vrijedi: Svaki se polinom stupnja n ≥ 1 može faktorizirati na sljedeći način P = a (z – z1) (z – z2) ... (z – zn), gdje su z1, z2, ..., zn nultočke polinoma P(z).

### Eulerova formula
U slučaju konveksnog poliedra vrijedi formula V – B + S = 2, gdje je V broj vrhova, B broj bridova, a S broj strana. Na primjer za kocku se dobiva jednakost 8 – 12 + 6 = 2, a za četverostranu piramidu 5 – 8 + 5 = 2. Smatra se da je tim teoremom započela teorija grafova. Za nju je znao još Descartes 1620., ali ju je dokazao tek Leonhard Euler 1758.

### Descartesov list
Descartesov list je algebarska krivulja trećeg stupnja jednadžbe: x3 + y3 + axy = 0. Asimptota te krivulje je pravac  x + y + a = 0. Descartes ju je proučavao 1638., ali je pronašao njen točan oblik samo u 1. kvadrantu te mislio da se on ponavlja i u ostala tri.

## Doprinos u fizici
I u fizici je Descartes postavio neka nova rješenja tadašnjih problema, a većinu je iznio u svom djelu Prirodna filozofija (1644.). Najviše se bavio mehanikom i optikom, ali je u tom djelu iznio prvu cjelovitu filozofiju koja se oslanja na heliocentrični sustav, što je značilo znakovit odmak od do tada prevladavajuće peripatetičke filozofije s geocentričkim sustavom. No, uskoro je potisnuta zbog sve većeg broja dokaza u korist Newtonove prirodne filozofije. Ipak, Descartes je prvi: 
- uveo pojam količine gibanja i iznio zakon o njegovu očuvanju,
- s Nizozemcem Snelliusom je otkrio zakon o lomu svjetlosti,
- proučavanjem loma svjetlosti unutar kapljice vode protumačio nastanak duge (1649.).

### Zakon o količini gibanja
Iako je Galileo Galilej bio blizu načela ustrajnosti u pravocrtnom gibanju, Descartes je bio jedan od prvih koji je jasnije formulirao to načelo u svoja dva zakona o gibanju:
Svi dijelovi tvari teže gibanju duž pravca sve dok ne sretnu druge dijelove tvari.Osim toga, smatrao je da je gibanje neuništivo i da ga ima koliko ga je bilo i u trenutku stvaranja svijeta. Pod izrazom očuvanje gibanja on smatra današnju količinu gibanja i kaže:
Jednakost za količinu gibanja je:
{\displaystyle \mathbf {p} =m\mathbf {v} .}

### Teorija eterskih vrtloga
Teorija eterskih vrtloga je, uz zakon o očuvanju količine gibanja, temeljno kinematičko načelo Descartesove fizike. Tako je prema njegovoj teoriji početna tvar bila nepokretna dok Stvoritelj u nju nije uveo gibanje. Tada je svaka čestica dobila rotaciju oko svoje osi, a skup velikog broja čestica dobiva rotaciju oko neke zamišljene osi. On tako sasvim općenito opisuje vrtloge čestica kao zvjezdanih sustava s planetima i njihovim satelitima, ukazujući, poput Giordana Bruna, da je Sunčev sustav samo jedan od mnogobrojnih u svemiru.

### Lom svjetlosti
Descartes je s W. Snelliusom prvi formulirao zakon o lomu svjetlosti koji se odnosi na dobro poznatu pojavu lomljenja svjetlosti na granici dvaju sredstava. Zakon loma svjetlosti, u fizici poznat i kao Snellov zakon, glasi:
Svjetlost koja pada na granicu dvaju sredstava indeksa loma n1 i n2 prijelazom iz jednog u drugo sredstvo lomi se tako da: 
- upadna zraka, okomica na granicu sredstava i lomljena zraka leže u istoj ravnini,
- kut loma i kut upada zadovoljavaju Snellov zakon: n1 sin(θ1) = n2 sin(θ2).

Indeks loma u nekom sredstvu je omjer brzine svjetlosti u vakuumu (najveća moguća brzina) i brzine svjetlosti u tom sredstvu. Optički gušće sredstvo je ono koje ima veći apsolutni indeks loma, a ono čiji je indeks loma manji zove se optički rjeđe sredstvo.

### Nastanak duge
Disperzija svjetlosti je pojava razlaganja višebojne svjetlosti na sastavne boje prolaskom kroz neko sredstvo. Događa se zbog različite brzine svjetlosti unutar nekog sredstva ovisno o boji svjetlosti. Prolaskom bijele svjetlosti kroz takvo (disperzivno) sredstvo ona se razlaže na boje. Različiti indeks loma za različitu boju uvjetuje i različit kut loma za tu boju. Tako se shvatilo da je svjetlost višebojna. Najčešći primjer za disperziju je prolazak bijele svjetlosti kroz prizmu (čime se bavio Isaac Newton), ali lijep primjer nalazi se i u prirodi, u obliku duge. Tada se svjetlost razlaže na boje prolaskom kroz kapljicu vode. To je protumačio Descartes 1649.

## Drugi o Descartesu
Hrvatski filozof Ante Pažanin o Descartesu je rekao: „Descartesov ideal znanosti je matematska prirodna znanost. U toj se
znanosti svijet konstruira iz jednostavnih dijelova. To je svijet novovjekovnog matematicizma, u kojemu se čovjek
reducira najprije na mišljenje, a mišljenje zatim na računanje i operiranje.“

## Najvažnija djela
- Compendium musicae (1618.);
- Pravila za upravljanje duhom (lat. Regulae ad directionem ingenii, 1628.);
- Rasprava o metodi (fran. Discours de la méthode, 1637.);
- Dioptrija (La dioptrique, 1637.);
- Meteori (Les méthéores, 1637.);
- Geometrija (La géometrie, 1637.);
- Razmišljanja o prvoj filozofiji (Meditationes de prima philosophia, 1641.);
- Načela filozofije (Principia philosophiae, 1644.);
- Rasprava o strastima duše (Traité des passions de l’âme, 1649.).

## Poveznice
- Filozofija
- Francis Bacon

## Vanjske poveznice
- Rasprava o metodama  Arhivirana inačica izvorne stranice od 11. listopada 2004. (Wayback Machine) – na Projektu Gutenberg
- dijelovi iz "Principa filozofije"  Arhivirana inačica izvorne stranice od 3. studenoga 2004. (Wayback Machine) – na Projektu Gutenberg
- Descartesova detaljna biografija